# Anny de Pous
Pour les articles homonymes, voir Pous.
Anne Marie Eulalie de Pous, dite Anny de Pous ou Annie de Pous, née à la propriété Can Day à Palalda (actuellement commune d'Amélie-les-Bains-Palalda, Pyrénées-Orientales) le 15 mai 1908 et morte à Prades (Pyrénées-Orientales) le 9 août 1991, est une archéologue et historienne française, connue pour ses travaux pionniers sur l'architecture vernaculaire, la castellologie et le monde pastoral, centrés sur les territoires formant l'actuel département des Pyrénées-Orientales.

## Biographie
Anny de Pous est la fille unique de Michel de Pous et d'Henriette de Balanda. Par son père, elle descend d'une famille originaire de Lavaur et fixée à Lugan (Tarn), anoblie par le capitoulat de Toulouse en 1756. La famille de sa mère, les Balanda, appartiennent à la noblesse catalane. Du côté maternel, elle descend entre autres de Jean-Baptiste de Balanda (1744-1808), dernier viguier du Roussillon de l'Ancien régime, de Louis de Bonnefoy (1815-1887), archéologue et épigraphiste roussillonnais, et de la famille de Chefdebien.
Autodidacte, elle se passionne dès son plus jeune âge pour l'histoire, l'archéologie et la photographie. Elle consacre sa vie à parcourir les campagnes du Languedoc et du Roussillon, pour y étudier les cabanes en pierres sèches, les tours à signaux et les chemins de transhumance, objets d'étude où elle est reconnue comme pionnière. 
Elle est l'auteur de douze ouvrages, souvent illustrés de ses propres photographies et relevés, ainsi que de très nombreux articles.
Son livre Le pays et la vicomté féodale de Fenollède du VIIIe au XIVe siècle, publié en 1973, a obtenu en 1980 le Prix Georges Goyau de l'Académie française.

## Œuvre

### Livres
- Le Perapertusès (Aude) et ses châteaux défendant la frontière méridionale du royaume au temps de Saint-Louis, Paris, [s.n.], 1939.

- Les tours à signaux des vicomtés de Castelnou et de Fonollède au XIe siècle, Paris, Impr. de Daupeley-Gouverneur, 1949.

- Le Perapertusès et ses châteaux, Paris, Éd. du Cadran, 1962.

- Le Termenès, Paris, Éd. du Cadran, 1963.

- La Cité du marbre : Villefranche, capitale du pays de Conflent, Paris, Éd. du Cadran, 1966.

- Le pays et la vicomté féodale de Fenollède du VIIIe au XIVe siècle, Paris, Roudil, 1973.

- Les tours à signaux  : Atalaya, Guardia, Farahon, Prades, Conflent, 1980.

- Tours et châteaux du Conflent, Prades, Conflent, 1981.

- Châteaux des Pyrénées-Orientales, Paris, Nouvelles éditions latines, [1982].

- Châteaux des Pyrénées-Orientales, Paris, Art et tourisme, 1983.

- L'histoire de la "Fidelissima vila de Perpinyà", [s.l.], [s.n.], [s.d.].

- Fanal de Leucate-La Franqui, Montpellier, Faculté des Lettres, [s.d.].

### Articles (liste non exhaustive)
- « Le Perapertusès (Aude) et ses châteaux », Bulletin monumental, t. 98, n° 1, année 1939, p. 5-45.

- « Les tours à signaux des vicomtés de Castelnou et de Fonollède au XIe siècle », Bulletin monumental, t. 105, n° 2, année 1947, p. 209-250 et t. 106, année 1948, p. 63-73.

- « Les cabanes de pierres sèches », C.E.R.C.A. (Centre d'études et de recherches catalanes des archives), n° 3, Pâques 1959, p. 80-97, n° 4, t. 1959, p. 185-186 et n° 5, automne 1959, p. 266-288.

- « Quatre nouveaux sites de parcs en pierre sèche », C.E.R.C.A. (Centre d'études et de recherches catalanes des archives), n° 6, décembre 1959, p. 387-393.

- « L'architecture de pierre sèche dans les Pyrénées méditerranéennes », Gaule, bulletin de la Société d'histoire, d'archéologie et de tradition gauloise, 2e série, n° 8, octobre 1965, p. 129-143, n° 9, janvier 1966, p. 147-152,

- « L'architecture de pierres sèches et les grands chemins de transhumance pyrénéens », Conflent, n° 20, 1964, p. 55-58, n° 21, 1964, p. 103-114, n° 30, 1965, p. 250-256, n° 41, 1968, p. 212-225.

- « L'architecture de pierre sèche dans les Pyrénées méditerranéennes », Bulletin archéologique du Comité des travaux historiques et scientifiques, n° 3, 1967, p. 21-115.

- « L'architecture de pierre sèche dans les Pyrénées méditerranéennes », Actes du 92e congrès national des sociétés savantes, Strasbourg, 1967, section d'archéologie et d'histoire de l'art, Bibliothèque Nationale, Paris, 1970, p. 245-246.

- « Architecture de pierre sèche et transhumance », Actes du 94e congrès national des sociétés savantes, Pau, 1969, section d'archéologie et d'histoire de l'art, Bibliothèque Nationale, Paris, 1971, p. 211-233.

- « L'architecture de pierre sèche des Pyrénées méridionales », Archéologia, n° 85, août 1975, p. 20-28.

- « Et si nous reparlions un peu des « pierres sèches », Conflent, n° 79, 1976, p. 33-41.

- « Les ouvrages en pierre sèche de Latour-de-France (Pyrénées-Orientales) », L'architecture rurale en pierre sèche, t. 1, 1977, p. 40-44, 4 figs. h. t.

- « Bibliographie de l'architecture rurale en pierre sèche du Roussillon », liste compilée par Anny de Pous et Christian Lassure, dans L'architecture rurale en pierre sèche, t. 1, 1977, p. 188.

- en collaboration avec Louis Salavy, « Constructions de pierre sèche en Conflent », Archéologie pyrénéenne et questions diverses, Actes du 106e Congrès national des sociétés savantes, Perpignan, 1981, section d'archéologie et d'histoire de l'art, Comité des travaux historiques et scientifiques, Paris, 1984, p. 207-213.

- en collaboration avec Louis Salavy, « En Conflent, des constructions de pierre sèche à pilier central », Pyrénées, 1985, n° 141, p. 59-64.

## Postérité
A la mort de l'historienne, le fonds d'archives d'Anny de Pous, contenant de nombreux brouillons d'articles, notes inédites et surtout une collection de plus de 2000 documents iconographiques, a été donné par sa famille à la Médiathèque municipale de Prades, aujourd'hui Médiathèque intercommunale, où il se trouve toujours et fait actuellement (2023) l'objet d'une opération de numérisation.
En octobre et novembre 2022, la Société Agricole, Scientifique et Littéraire des Pyrénées-Orientales a organisé un colloque sur le patrimoine vernaculaire et la vie rurale en hommage à Anny de Pous, tenu en Conflent, Cerdagne et Fenouillèdes.